# Mimmi Garpebring
Mimmi Maria Signe Vilhelmina Garpebring, född 22 augusti 1991, var från 2012 till 2015 förbundsordförande för Sveriges elevråd – SVEA. Hon valdes vid förbundets årsmöte, Elevrådskongressen, i Klågerup våren 2012. Garpebring rankades som en av de 50 mäktigaste inom det skolpolitiska området av Dagens Samhälle 2014.